# 차미경
차미경(1965년 7월 25일 ~ )은 대한민국의 배우이자 연극인이다.  
그녀는 1984년에 연극으로 처음 데뷔하였으며, 2007년 영화 《밀양》으로 영화배우 데뷔 이후 2020년까지 본명인 김미경으로 활동했고, 2021년부터는 예명인 차미경으로 활동하고 있다.

## 출연 작품

### 드라마
- 2013년 KBS2 《직장의 신》 - 김숙자 역
- 2014년 SBS 《엔젤 아이즈》 - 자전거 타다가 넘어져서 입원한 환자 역
- 2014년 SBS 《너희들은 포위됐다》 - 경식이 할머니 역
- 2015년 SBS 《이혼변호사는 연애중》 - 고척희의 어머니 역
- 2015년 tvN 《오 나의 귀신님》 - 수산시장 상인 역
- 2017년 SBS 《피고인》 - 강준혁의 어머니 역
- 2017년 KBS2 《드라마 스페셜 - 정 마담의 마지막 일주일》 - 정 마담이 숨어 살던 집의 주인 역
- 2020년 JTBC 《이태원 클라쓰》 - 김순례 역
- 2020년 tvN 《방법》 - 진종현의 어머니 역
- 2020년 tvN 《메모리스트》 - 공 여사 역
- 2020년 tvN 《외출》 - 최순옥 역
- 2020년 JTBC 《쌍갑포차》 - 점례 역
- 2020년 SBS 《브람스를 좋아하세요?》 - 지휘자 역
- 2021년 SBS 《라켓소년단》 - 오매 할머니 역
- 2021년 MBC 《옷소매 붉은 끝동》 - 박 상궁 역
- 2021년 SBS 《그 해 우리는》 - 강자경 역
- 2022년 MBC 《지금부터, 쇼타임!》 - 나금옥 역
- 2022년 tvN 《월수금화목토》 - 유미호의 집주인 역 (특별출연)
- 2022년 MBC 《팬레터를 보내주세요》 - 홍순영 역
- 2022년 MBC 《금혼령, 조선 혼인 금지령》 - 대왕대비 역
- 2023년 ENA 《마당이 있는 집》 - 윤명순 역
- 2023년 Netflix 《정신병동에도 아침이 와요》 - 오리나의 어머니 역
- 2023년 tvN 《무인도의 디바》 - 식당 주인 역 (특별출연)
- 2023년 ENA 《사랑한다고 말해줘》 - 고우희 역
- 2024년 Netflix 《선산》 -  윤명희 역
- 2024년 Disney+ 《킬러들의 쇼핑몰》 -  지안의 할머니 역 (특별출연)
- 2024년 MBC 《수사반장 1958》 - 호할매 역
- 2024년 JTBC 《비밀은 없어》 - 사장 역 (특별출연)
- 2024년 Netflix 《아무도 없는 숲속에서》 - 김경옥 역
- 2024년 SBS 《굿파트너》 - 이순례 역 (특별출연)
- 2025년 WATCHA 《비밀 사이》 -  성현 할머니 역
- 2025년 tvN 《감자연구소》 -  왕 회장 역
- 2025년 Netflix 《폭싹 속았수다》 - 박충수 역
- 2025년 tvN 《이혼 보험》 - 우선희 역 (특별출연)
- 2025년 tvN 《미지의 서울》 - 강월순 역
- 2025년 ENA 《살롱 드 홈즈》 - 승호의 어머니 역
- 2025년 SBS 《키스는 괜히 해서》

### 영화
- 2007년 영화 《밀양》 ... 양장점 주인 역
- 2010년 영화 《이파네마 소년》 ... 민박집 주인 역
- 2011년 영화 《심장이 뛰네》 ... 상영 부인 역
- 2013년 영화 《소원》 ... 교감 역
- 2013년 영화 《대회전》
- 2013년 영화 《마트 옆 시장》
- 2014년 영화 《안녕, 투이》 ... 시어머니 역
- 2015년 영화 《앨리스 : 원더랜드에서 온 소년》 ... 여 교수 역
- 2017년 영화 《소시민》 ... 장모 역
- 2018년 영화 《골든슬럼버》 ... 슈퍼 주인 역
- 2018년 영화 《운동회》 ... 진호 엄마 역
- 2018년 영화 《암수살인》 ... 칼국수집 아줌마 역
- 2018년 영화 《성인식》 ... 해숙
- 2019년 영화 《배심원들》 ... 양춘옥 역
- 2019년 영화 《82년생 김지영》 ... 대현의 어머니 역
- 2019년 영화 《니나 내나》 ... 엄마 경숙 역
- 2019년 영화 《은서》 ... 경옥 역
- 2019년 영화 《미명》 ... 강사 역
- 2021년 영화 《세자매》 ... 엄마 역
- 2023년 영화 《교토에서 온 편지》 ... 화자 역
- 2023년 영화 《3일의 휴가》 ... 춘분 역
- 2024년 영화 《장손》 ... 혜숙 역
- 2024년 영화 《카브리올레》 ... 지아 엄마 역 (특별출연)
- 2024년 영화 《결혼, 하겠나?》 ... 국미자 역
- 2024년 영화 《히든 페이스》 ... 성진의 어머니 역
- 2024년 영화 《오늘부터 1일》 … 지은의 어머니 역
- 2025년 영화 《브로큰》 ... 집주인 역
- 2025년 영화 《구마수녀 - 들러붙었구나》 ... 원장 수녀 역